# Райли, Бриджет
Бриджет Луиза Райли CH (англ. Bridget Louise Riley, род. 24 апреля 1931 года в Лондоне) — современная английская художница, одна из крупнейших представительниц оп-арта.

## Жизнь и творчество
Детство Райли прошло в Корнуолле. Искусство она изучала в 1946—1948 годах в Челтенхэмском женском колледже. В 1949—1952 девушка учится в Голдсмитском Университете, в 1952—1955 — в Королевском колледже искусств, где изучала живопись Жоржа-Пьера Сёра и который закончила в звании бакалавра искусств. Затем некоторое время работала продавщицей стеклянных изделий, преподавала рисунок детям, работала с художественной фотографией.
Ранние художественные работы Райли созданы в близком к Сёра стиле, в светящихся точках пуантилизма (до 1960). В 1961 году появляются уже полотна с ярко выраженными оптическими эффектами, изображением квадратов и окружностей на плоском пространстве. Свои как правило крупноформатные полотна Райли создает, расходуя значительное время на каждое, вплоть до нескольких месяцев.
В 1960 году Райли выезжает «на этюды» в Италию, где изучает также широкий спектр итальянской живописи — от работ эпохи Возрождения и до итальянских футуристов. В том же году начинает преподавательскую деятельность в Колледже искусств Хорнси. В этот период появляются первые полотна художницы в стиле оп-арт. В 1962 состоялась её также первая персональная выставка в лондонской Gallery One, в 1965 — следующая, в нью-йоркской Richard Feigen Gallery, прошедшая с большим успехом. В том же году Райли принимает участие в выставке The Responsive Eye в Нью-Йоркском музее современного искусства.
В 1968 художница завоёвывает Международную премию на биеннале в Венеции. В 1967 году Райли начинает проводить на своих картинах различные эксперименты с цветом и различными его оттенками — сперва только с серым, затем — с другими красками. В 1981 году она совершает путешествие по Египту.
Художница работала в трёх художественных мастерских, одна из которых находилась в Корнуолле, вторая в лондонском округе Кенсингтон и Челси, третья — во Франции, в долине Воклюза. В 1983 году она создаёт дизайн внутренних помещений Королевского госпиталя в Ливерпуле. Работала также над художественным оформлением балетных постановок.
Бриджет Райли — участница международных выставок современного искусства documenta 4 (1968) и documenta 6 (1977) в немецком городе Кассель.
Художница была награждена орденами Британской империи и Кавалеров Почёта.
В апреле 2025 года картина Райли «Мирра» 1985 года была продана за рекордные 1 802 900 фунтов стерлингов (2,362 млн долларов) на торгах Bonhams в Лондоне.

## Награды (избранное)
- 1963: премия John Moore’s Liverpool Exhibition
- 1963: премия AICA Critics Prize
- 1964: стипендия фонда Stuyvesant Foundation
- 1968: Международная премия в живописи 34-го Венецианского биеннале
- 1998: кавалер Почёта
- 2003: Императорская премия Японии
- 2009: немецкая премия Goslarer Kaiserring'
- 2012: премия Sikkens Prize
- 2012: премия Рубенса